# Тінь по воді (альбом)
«Тінь по воді» — дванадцятий студійний альбом української співачки Марії Бурмаки (2014).

## Історія
Ця платівка є довгоочікуваною як для самої виконавиці, так і для прихильників її творчості. Адже останній за часом виходу альбом «Саундтреки» вийшов ще 2008 року. Зрештою, над платівкою «Тінь по воді» Марія Бурмака працювала близько шести років. За цей час змінювався і склад музикантів, і студії звукозапису... При цьому найбільш продуктивним у роботі виявився період з кінця 2013 року до початку 2014-го, що за часом якраз збігся з революційними подіями в Україні. Активна громадянська позиція артистки позначилася і на її творчості, зокрема — на появі нових пісень і набутті нового зміст вже призабутими (наприклад, «Він іде по воді»).
Альбом «Тінь по воді» було презентовано у День народження Марії Бурмаки — 16 червня — під час її «живого» концерту у київському клубі «Sentrum». Тоді ж Марія представила на суд публіки і новий відеокліп на баладу «Місто ангелів» з альбому «№ 9» 2004 року.
Кожна пісня альбому «Тінь по воді» — це історія, яку пережила Марія, і слухачі «Тіней по воді» впізнають у цій музиці себе. Створити її допомогли багато чудових музикантів. Запис і мастеринг зробили «Kofein studio», «Аркадія», «На Хаті Рекордз», звукорежисери Олег Татарчук, Олексій Дрозд, Дмитро Іванєй і Аркадій Віхорєв. Пісня «Прочитай мої слова по губах» записана за участю Shopping Hour band, автор музики «Хранителі надії» — Таня Ша. Також ви знайдете на альбомі версію пісні «Не забувається любов» від студії Kofein і пісню «Він іде по воді», присвячену героям. Загалом альбом наповнює 17 треків, останні чотири з яких є авторськими кавер-версіями українських народних пісень.

#### Марія Бурмака про альбом «Тінь по воді»
|  | Альбом «Тінь по воді» — це місяці, дні і години мого життя. Я не записувала альбом, я просто жила. Любила, розставалася, страждала, боролася за правду, сумнівалася, залишалася вірною собі, помилялася. Зустрічала нових людей, проводжала із вдячністю кожен день і з надією зустрічала новий. І писала пісні про це. Тому і пісні виходили різні: про любов і пристрасть, про жагу до життя, про боротьбу за свободу. І останній рік, на жаль, про війну… Ми пережили зиму, переживаємо весну разом, ми не знаємо що буде попереду. І остання пісня альбому, яка дала йому назву, якраз про це: «Тінь по воді — відлуння зими... Тінь по воді, мов серед війни... Тінь по воді і тільки із ним... Світло мені, спокійно мені» |

## Перелік пісень
| #     | Назва                                                           | Тривалість |
| ----- | --------------------------------------------------------------- | ---------- |
| 1.    | «Не забувається любов»                                          | 3:34       |
| 2.    | «Тінь по воді»                                                  | 3:35       |
| 3.    | «Він іде по воді»                                               | 2:39       |
| 4.    | «Прочитай мої слова по губах (feat. Shopping Hour)»             | 3:37       |
| 5.    | «Ти... (Краплі)»                                                | 3:53       |
| 6.    | «Хранителі надії»                                               | 3:20       |
| 7.    | «Радіохвилі»                                                    | 3:06       |
| 8.    | «Все починається, коли»                                         | 3:20       |
| 9.    | «Магія трав»                                                    | 4:29       |
| 10.   | «Називала іменем сон»                                           | 3:16       |
| 11.   | «Новорічні сни»                                                 | 3:23       |
| 12.   | «Я залишусь»                                                    | 3:25       |
| 13.   | «Не забувається любов (Kofein version (Аби МС)»                 | 3:14       |
| 14.   | «Гей на горі, на Маківці» (бонус: українська народна пісня)     |            |
| 15.   | «Їхали козаки...» (бонус: українська народна пісня)             |            |
| 16.   | «Цвіте терен» (бонус: українська народна пісня)                 |            |
| 17.   | «Ой на горі та й женці жнуть» (бонус: українська народна пісня) |            |
| 60:11 |                                                                 |            |